# Mango (plod)
Mango (лат. Mangifera) je biljka (voće) koja raste u tropskim krajevima. Postoji oko 35 različitih vrsta manga. Na drvetu manga raste plod, koji se komercijalno koristi. Mango se uzgaja naročito u Indiji i Indokini. Oko 5. veka p. n. e. prenesen je iz Indije do ostalih delova tropske Azije, odakle se daljom kultivacijom raširio po svetu. Portugalci su ga preneli u Brazil, odakle je stigao do Floride tokom 18. veka.
Većina vrsta u prirodi se nalazi kao divlji mango. Rod Mangifera pripada porodici indijskog oraha Anacardiaceae. Mangoi su poreklom iz južne Azije, odakle je „obični mango” ili „indijski mango”, Mangifera indica, distribuiran širom sveta, i postao jedan od široko kultiviranih plodova u tropima. Ostale vrste Mangifera (npr. konjski mango, Mangifera foetida) uzgajaju se u većoj meri na lokaliziranoj osnovi.
Mango je neraskidivo povezan s folklornim i vjerskim običajima u Indiji. Plodovi i listovi manga koriste se za ukrašavanje svatova te javnih i religijskih ceremonija. I sam Buda je sedio ispod drveta manga kad je doživeo prosvetljenje, pa se mango i danas koristi u mnogim obredima. On je nacionalno voće Indije i Pakistana i nacionalno drvo Bangladeša. On je nezvanično nacionalno voće Filipina.

## Rasprostranjenost
Mango je oko 500. p. n. e. prenesen iz Indijskog podkontinenta u ostale delove tropske Azije. Verojatno se zbog teškoća u transportu semena (koje vrlo brzo propadne), mangova stabla nisu dugo mogla presaditi po zapadnoj hemisferi, tek oko 1700, uspešno su zasađena prva stabla po Brazilu, a na Karibima tek oko 1740.
Ime mango, po kome je to voće danas poznato, izvedeno je iz tamilskog man-kay ili man-gay, kojeg su Portugalci čuli kao mango kad su se naselili u zapadnoj Indiji.

## Karakteristike
Stablo manga je zimzeleno, naraste od 15 do 18 metara u visinu, i živi izuzetno dugo (do 300 godina). Listovi manga su duguljasti narastu do 30 cm, cvetovi su mali, ružičasti i neobično mirisni, rastu u velikim bokorima. Poligamni su, odnosno neki imaju i prašnik i tučak, a drugi samo prašnike.
Plodovi manga variraju kako veličinom tako i ostalim osobinama, najmanji nisu puno veći od šljiva, dok najveći mogu težiti od 1,8 do 2,3 kg. Oblik im varira od ovala, lopte, kruške do srcolike forme. Neki plodovi su jarko obojeni crvenom i žutom, dok su drugi jednolično zeleni. U sredini ploda je velika plosnata semenka, okružena sočnim mesom od žute do narančaste boje, vrlo prepoznatljivog ukusa. Postoji oko 35 vrsta i oko 500 podvrsta manga.
Stabla manga ne zahtevaju nikakvu posebnu zemlju, ali ukoliko je tlo dobro i suvo stablo daje više plodova. Ukoliko raste na vlažnom tlu, oboleva od gljivične bolesti antraknoze koja uništava cvet i mlade plodove.
Mango se razmnožava presađivanjem ili kalemljenjem na postojeća stabla ali i biozenozom. Po Aziji se praktikuje relativno skup i zamoran postupak kalemljenja novih stabljika. Po Floridi su razvijene efikasnije metode kalemljenja, koje se danas koriste u komercijalne svrhe.

## Upotreba
Mango se bere i transportuje dok je još zelen. Zreo plod ima intenzivni cvetni miris, koji ispušta pod blagim pritiskom. Da bi sazreo, polu zrelom plodu na sobnoj temperaturi treba 3 do 5 dana, dok se zreo može držati u frižideru 2 do 3 dana.
Iseckan na komade često se kombinuje sa papajom, bananama i kokosom, u voćnim salatama. Takođe se koristi samleven uz led i jogurt, kako bi se dobio osvežavajući napitak. Od manga se pravi i marinada za grilovano meso ili desertne sosove. Uglavnom se konzumira svež, ali postoje i različite kombinacije konzervisanog. Od manga se prave i voćni sokovi.

### Sastojci hrane

#### Nutrijenti
Energetska vrednost po 100  (3,5 ) serviranju običnog manga je 250 kJ (60 kcal), a količina za mango jabuku je nešto veća (330 kJ (79 kcal) na 100 ). Sveži mango sadrži niz hranljivih sastojaka (desna tabela), ali samo vitamin C i folati su u značajnim količinama dnevne vrednosti od 44% i 11%, respektivno.

#### Fitohemikalije
Brojne fitohemikalije su prisutne u ljusci i pulpi manga, poput triterpena i lupeola, koji se u okviru osnovnih istraživanja izučavaju zbog njegovih potencijalnih bioloških efekata.
Pigmenti mango-kore koji se proučavaju uključuju karotenoide, kao što su provitamin A, beta-karoten, lutein i alfa-karoten, i polifenoli, poput kvercetina, kaempferola, galne kiseline, kafeinske kiseline, katehina i tanina. Mango sadrži jedinstveni ksantonoid zvani mangiferin.
Fitohemijski i hranljivi sastojci se razlikuju među kultivarima manga. Do 25 različitih karotenoida je izolovano iz pulpe manga, od kojih je najgušći bio beta-karoten, koji predstavlja žuto-narandžastu pigmentaciju većine kultivara manga. Listovi manga takođe imaju značajan sadržaj polifenola, uključujući ksantonoide, mangiferin i galnu kiselinu.
Za pigment euksantin, poznat kao indijsko žuto, često se smatra da se proizvodi iz urina stoke koja je hranjena lišćem manga. Ova praksa može da dovede do malnutracije stoke i mogućeg trovanja urušiolom. Indijski pravni spisi ne zabranjuju takvu praksu.

### Ukus
Ukusu mango voća doprinosi nekoliko isparljivih organskih jedinjenja koja uglavnom pripadaju terpenskoj, furanonskoj, laktonskoj, i estarskoj klasi. Različite sorte ili kultivari manga mogu imati ukus sastavljen od različitih isparljivih hemikalija ili istih isparljivih hemikalija u različitim količinama. Generalno, kultivare manga iz Novog sveta karakteriše dominacija δ-3-karena, monoterpenskog ukusa; dok je visoka koncentracija drugih monoterpena poput (Z)-okimena i mircena, kao i prisustvo laktona i furanona jedinstveno svojstvo kultivara iz Starog sveta. U Indiji je 'Alfonso' jedan od najpopularnijih kultivara. U 'Alfonso' mangu, laktoni i furanoni se sintetišu tokom zrenja; budući da su terpeni i drugi formirači arome prisutni i u plodovima tokom razvoja (nezrelim) i u zrelom voću. Etilen, hormon povezan sa zrenjem za koji je poznato da učestvuje u sazrevanju plodova manga, izaziva promene u sastavu ukusa plodova manga i nakon egzogene primene. Za razliku od ogromne količine dostupnih informacija o hemijskom sastavu arome manga, biosinteza ovih hemikalija nije detaljno proučena; do danas je okarakterisana samo šačica gena koji kodiraju enzime aromatičnih biosintetskih puteva..

## Galerija
- Drvo manga u cvatu u Kerali, Indija
- Rascvetalo stablo manga
- Plod manga (ceo i razrezan)
- Zeleni mango iz Filipina

## Literatura
- Experts from Dole Food Company; Experts from The Mayo Clinic; Experts from UCLA Center for H (13. 1. 2002). Encyclopedia of Foods: A Guide to Healthy Nutrition. Elsevier. ISBN 978-0-08-053087-1.
- Ensminger, Audrey H.;  . (1995). The Concise Encyclopedia of Foods & Nutrition. CRC Press. стр. 651. ISBN 978-0-8493-4455-8.
- Litz, Richard E. (editor, 2009). The Mango: Botany, Production and Uses. ISBN 978-1-84593-489-7.. 2nd edition. CABI. .
- Susser, Allen (2001). The Great Mango Book: A Guide with Recipes. Ten Speed Press. ISBN 978-1-58008-204-4..